# Маршалл (Вірджинія)
Маршалл (англ. Marshall) — переписна місцевість (CDP) в США, в окрузі Фокір штату Вірджинія. Населення — 1854 особи (2020).

## Географія
Маршалл розташований за координатами 38°51′58″ пн. ш. 77°50′41″ зх. д. / 38.86611° пн. ш. 77.84472° зх. д. (38.866207, -77.844775).  За даними Бюро перепису населення США в 2010 році переписна місцевість мала площу 7,49 км², з яких 7,47 км² — суходіл та 0,02 км² — водойми.

## Демографія
Згідно з переписом 2010 року, у переписній місцевості мешкало 1480 осіб у 534 домогосподарствах у складі 359 родин. Густота населення становила 198 осіб/км².  Було 578 помешкань (77/км²).
Расовий склад населення:
| - 75,8 % — білих - 11,1 % — чорних або афроамериканців - 0,6 % — азіатів - 0,5 % — корінних американців - 8,9 % — осіб інших рас |

До двох чи більше рас належало 3,0 %. Частка іспаномовних становила 19,7 % від усіх жителів.
За віковим діапазоном населення розподілялося таким чином: 25,9 % — особи молодші 18 років, 64,3 % — особи у віці 18—64 років, 9,8 % — особи у віці 65 років та старші. Медіана віку мешканця становила 36,5 року. На 100 осіб жіночої статі у переписній місцевості припадало 99,7 чоловіків;  на 100 жінок у віці від 18 років та старших — 95,0 чоловіків також старших 18 років.
Середній дохід на одне домашнє господарство  становив 113 168 доларів США (медіана — 39 167), а середній дохід на одну сім'ю — 145 228 доларів (медіана — 61 827). За межею бідності перебувало 12,2 % осіб, у тому числі 18,3 % дітей у віці до 18 років та 5,9 % осіб у віці 65 років та старших.
Цивільне працевлаштоване населення становило 806 осіб. Основні галузі зайнятості: освіта, охорона здоров'я та соціальна допомога — 26,7 %, мистецтво, розваги та відпочинок — 13,9 %, будівництво — 12,2 %.